# 1400
Năm 1400 (MCD) là một năm nhuận bắt đầu vào thứ Năm của lịch Julius. Năm 1400 không phải là một năm nhuận trong lịch Gregorius đón trước.

## Sự kiện

### Tháng 1 – tháng 12
- Henry IV của Anh dập tắt Epiphany Rising và hành quyết Bá tước Kent, Huntingdon và Salisbury, và Nam tước le Despencer, vì nỗ lực của họ để khôi phục lại ngôi vua cho Richard II.
- Tháng 2 – Henry Percy (Hotspur) dẫn quân Anh đến Vương quốc Scotland.
- 14 tháng 2 – Richard II của Anh bị phế truất, chết không rõ nguyên nhân tại Lâu đài Pontefract.
- 23 tháng 3 – Trần Thiếu Đế, lúc đó mới 5 tuổi, bị buộc phải thoái vị với tư cách là người cai trị Đại Việt, nhường ngôi cho ông ngoại và quan đại thần Hồ Quý Ly, kết thúc triều đại nhà Trần sau 175 năm và bắt đầu triều đại nhà Hồ. Hồ Quý Ly đổi quốc hiệu là Đại Ngu.
- Tháng 5 – Frederick I, Công tước xứ Brunswick-Lüneburg trở thành là đối thủ của Wenzel IV của Bohemia. Tuy nhiên, Frederick bị sát hại ngay sau đó.
- Tháng 8
  - Người Anh chiếm Edinburgh ở Scotland,[1] nhưng không chiếm được Lâu đài Edinburgh.
  - Các hoàng tử của các bang của Đức bỏ phiếu phế truất Wenzel IV của Bohemia do khả năng lãnh đạo yếu kém và bệnh tâm thần của ông.
- 21 tháng 8 – Rupert, Vua La Mã Đức được bầu làm Vua La Mã Đức.
- 16 tháng 9 – Owain Glyndŵr được những người theo ông phong làm King of the Britons và bắt đầu tấn công các thành trì của Anh ở đông bắc xứ Wales.
- Tháng 10 / Tháng 11 – Đánh chiếm Aleppo (1400) trong cuộc chinh phục Syria của Timur.
- Tháng 12 – Manuel II Palaiologos trở thành Hoàng đế Byzantine duy nhất từng đến thăm nước Anh.

## Sinh
- Nguyễn Thị Lộ (mất 1442) là vợ thứ của danh thần Nguyễn Trãi và là một nữ quan nhà Hậu Lê trong lịch sử Việt Nam.
- Ngô Sĩ Liên (mất 1499) là nhà sử học thời Lê sơ trong lịch sử Việt Nam.

## Mất
- 25 tháng 10 - Geoffrey Chaucer (sinh khoảng năm 1343) là tác giả, nhà thơ, nhà triết học, công chức, quan tòa và nhà ngoại giao người Anh.
- Trần Thuận Tông, vị vua thứ 12 của Nhà Trần